# Elecciones municipales de Avellaneda de 1983
Las elecciones municipales de Avellaneda de 1983 se realizaron el domingo 30 de octubre junto con las elecciones presidenciales y elecciones legislativas nacionales. Dichas elecciones tuvieron el histórico carácter de ser las primeras elecciones que se realizaban después de la dictadura cívico-militar autodenominada Proceso de Reorganización Nacional, impuesta por el golpe de Estado de 1976. Eran, por lo tanto, las primeras elecciones legislativas que se realizaban desde marzo de 1973. En estos comicios, se eligió a la totalidad de los miembros del Concejo Deliberante y el Consejo Escolar de Avellaneda, fenómeno que, al no volver a repetirse nunca una interrupción del orden constitucional, no ha vuelto a darse hasta la actualidad.
Una de las mitades, tanto del Concejo Deliberante como el Consejo Escolar, tendría que renovarse en las Elecciones municipales de Avellaneda 1985, por lo tanto una mitad solo tendría medio mandato (2 años) y la otra mandato completo (4 años), la parte a renovar se eligió por sorteo.

## Candidaturas y Resultados
Se presentaron 16 partidos o alianzas políticas en estas elecciones y sus resultados electorales fueron
|  | 47.57 % |

|  | 35.54 % |

|  | 4.56 % |

|  | 2.63 % |

|  | 1.20 % |

|  | 1.02 % |

|  | 0.71 % |

|  | 0.45 % |

|  | 0.31 % |

|  | 0.25 % |

|  | 0.20 % |

|  | 0.19 % |

|  | 0.12 % |

|  | 0.10 % |

## Concejales y Consejeros Escolares electos
| Partido político      | Concejales | Consejeros Escolares                                                            |
| --------------------- | --- | ------------------------------------------------------------------------------- |
| Unión Cívica Radical  | - Horacio José Seoane - Fernando Ortiz - Miguel R. Di Fonzo - Ramón Pena - José Iglesias - Roberto E. Rial - Mirta Sanchez - Oscar Conde - Isaac Nigohosian - Aldo Antonio Pozzola - Berta Trillo - José A. Busson - Rubén Caprille           | - Aberto Riadigos - Nélida Margarita Etchegoyen - Rodolfo Torresi - Iris Granda |
| Partido Justicialista | - Angel Ciulla - Alfredo Antonio Orrequia - Leonardo Luis Lampedecchia - Ires Carmen Rodrigez - Abraham Avalos - Antonio Alberto Cabello - Benjamín De Los Santos - María de la Asunción Frenna - Florencio Rodrigez - Angel Alberto Rodrigez | - Avelino Espina - Teresa de Jesús Martinez                                     |
| Partido Intransigente | - Guillermo Lombardia |                                                                                 |